# Tino Kießling
Tino Kießling (* 22. März 1981 in Zittau) ist ein deutscher Schauspieler und Synchronsprecher. Bekanntheit erlangte er durch seinen Einsatz als deutsche Synchronstimme von Horacio Camandulle in dem auf der Berlinale 2009 ausgezeichneten Film Gigante von Adrián Biniez.

## Karriere
Tino Kießling war bereits als Kind vom Thema Synchronisation begeistert, nachdem er im Alter von zehn Jahren im Fernsehen einen Beitrag über diese Arbeit gesehen hatte. Daraufhin begann er damit, sich alles Mögliche an Wissen darüber anzueignen. Im Alter von 12 Jahren schrieb er einen Brief an die Deutsche Synchron in Berlin und fragte, welche Voraussetzungen man erfüllen müsse, um Synchronsprecher zu werden. Nach seinem Schulabschluss absolvierte Tino Kießling dann zunächst eine Ausbildung zum Lebensmittelfachverkäufer im Einzelhandel und begann parallel dazu mit dem Theaterspielen in einer regionalen Theatergruppe. Im Rahmen eines Praktikums bei Brandtfilm, der Firma von Synchron-Legende Rainer Brandt, durfte er 2006 seine ersten Takes sprechen, für die Serie Everwood, unter der Regie von Frank Turba.
Seit 2007 lebt Kießling in Berlin und arbeitet dort fest als Sprecher für Synchron, Hörspiel, Voice-over, Videospiele und Werbung. Darüber hinaus ist er Gründer, Sprecher und Organisator der von 2008 bis 2011 existierenden Live-Hörspiel-Gruppe HörSpieler München und war die Station-Voice des Internetradiosenders blend.fm. Kießling nahm privaten Sprech- und Gesangsunterricht bei Friederike Müller, Andrea Aust, Eva Thärichen, Eleanor Forbes, Andreas Talarowski und besuchte die Transform Schauspielschule in Berlin. Zusammen mit seinem Bruder Nico inszenierte er 2009 das Live-Hörspiel 'Die rosarote Brille', zusammen mit Ulrich Frank, Tobias Lelle, Christian Weygand, Frank Engelhardt, Christoph Jablonka, u. v. m.
Neben seiner Arbeit als Sprecher arbeitet Tino Kießling seit 2016 auch als Dialogbuchautor und Synchronregisseur.

## Synchronsprecher (Auswahl)

### Film
- 2008: Mirrors (Rolle: Lieferant)
- 2008: Closing the Ring – Geheimnis der Vergangenheit (Closing the Ring) (Rolle: Pilot)
- 2009: Gigante (Rolle: Jara)
- 2009: Saw VI (Rolle: Eddie)
- 2009: Staunton Hill (Rolle: Boone)
- 2009: The Graves (Rolle: Pete)
- 2009: Max Manus
- 2009: Arthur und die Minimoys 2 – Die Rückkehr des bösen M (Arthur et la Vengeance de Maltazard)
- 2009: Die Husseins: Im Zentrum der Macht (House of Saddam)
- 2009: Stephen Kings Kinder des Zorns (Children of the Corn)
- 2010: Lange Beine, kurze Lügen und ein Fünkchen Wahrheit … (Assassination of a High School President)
- 2010: Herzensbrecher (Les amours imaginaires)
- 2010: Mein Glück (Schastye moe)
- 2010: Heartless
- 2010: The Runaways
- 2010: Enter the Void
- 2010: Legendary – In jedem steckt ein Held (Legendary)
- 2010: Cherrybomb
- 2010: Shelter
- 2012: Step Up: Miami Heat für Mario Lopez (Rolle: Mario Lopez)
- 2014: Leprechaun: Origins
- 2015: Pitch Perfect 2 für Don Barclay (Rolle: Don Barclay)

### Serien
- 2007: Eureka – Die geheime Stadt (Eureka, Rolle: Puck)
- 2007: Digimon Data Squad (Rolle: Magnamon)
- 2008: CSI: Miami
- 2008: Emergency Room – Die Notaufnahme (ER, Rolle: James)
- 2008: CSI: Den Tätern auf der Spur
- 2008: The Best Years: Auf eigenen Füßen
- 2009: Caspers Gruselschule (Rolle: Pirat)
- 2009: Desperate Housewives
- 2009: The Mentalist (Rolle: Cody)
- 2009: Dexter
- 2009: Gossip Girl
- 2009: Alle hassen Chris
- 2010: Vampire Diaries
- 2010: Yu-Gi-Oh! 5D’s
- 2010: My Name Is Earl
- 2010: Good Wife (Rolle: Freddy)
- 2010: Cold Case – Kein Opfer ist je vergessen (Rolle: Preston)
- 2010: Mad Men (Rolle: Warren)
- 2010: The Kill Point
- 2011: Big Time Rush
- 2011: Hawaii Five-0
- 2011: Glee
- 2011: iCarly (Rolle: Craig)
- 2011: Blue Mountain State
- 2013: My Little Pony – Freundschaft ist Magie (Rolle: König Sombra)
- 2016: Die Garde der Löwen (Rolle: Janja)
- 2016: Victoria (Rolle: Rattenfänger) – dargestellt von Dan Carey

## Sprecher

### Hörspiel
- 2007 Twilight Mysteries
- 2008 Eydassystemweißtdu
- 2008 Spring Heeled Jack
- 2009 Die rosarote Brille
- 2010 Die letzten Helden
- 2010 Far Cry
- 2010 Was würde Jerry dazu sagen
- 2010 Perry Rhodan
- 2010 Digedags
- 2010 Eine Mitfahrgelegenheit
- 2011 Lirael
- 2011 Die Geige Delacroix
- 2011 Asche
- 2011 Killing Beauties

### Videospiele
- 2010 Nehrim: Am Rande des Schicksals
- 2010 Skate 3
- 2010 Driver 5
- 2010 Willi will’s wissen – Bei den Römern
- 2015 Dying Light (Kyle Crane)
- 2015 Final Fantasy 14 Online (Aymeric, Magnai, Vauthry, Runar, Bakool Ja Ja)
- 2016 Enderal
- 2018 Assassin’s Creed Odyssey (Thaletas)
- 2020 Assassin’s Creed Valhalla (Sigurd)

### Voice-Over
- 2008 The Evidence
- 2011 Ammadillo
- 2011 Indian Times
- 2011 Distant Shores
- 2011 Travel Today
- 2011 Jersey Shores